# UFC Fight Night: Thompson vs. Neal
UFC Fight Night: Thompson vs. Neal (conosciuto anche come UFC Fight Night 183, oppure UFC on ESPN+ 41, o anche UFC Vegas 17) è stato un evento di arti marziali miste tenuto dalla Ultimate Fighting Championship il 19 dicembre 2020 all'UFC APEX di Las Vegas, negli Stati Uniti.

## Risultati
|                  | Divisione             |                  |                 |                   | Metodo                                  | Round           | Tempo           | Premio          |
| Card Principale  | Card Principale       | Card Principale  | Card Principale | Card Principale   | Card Principale                         | Card Principale | Card Principale | Card Principale |
| ---------------- | --------------------- | ---------------- | --------------- | ----------------- | --------------------------------------- | --------------- | --------------- | --------------- |
|                  | Pesi welter           | Stephen Thompson | batte           | Geoff Neal        | Decisione unanime (50–45, 50–45, 50–45) | 5               | 5:00            | POTN            |
|                  | Pesi gallo            | José Aldo        | batte           | Marlon Vera       | Decisione unanime (29–28, 29–28, 29–28) | 3               | 5:00            |                 |
|                  | Pesi welter           | Michel Pereira   | batte           | Khaos Williams    | Decisione unanime (29–28, 29–28, 29–28) | 3               | 5:00            |                 |
|                  | Pesi gallo            | Rob Font         | batte           | Marlon Moraes     | KO tecnico (pugni)                      | 1               | 3:47            | POTN            |
|                  | Pesi massimi          | Marcin Tybura    | batte           | Greg Hardy        | KO tecnico (pugni)                      | 2               | 4:31            | POTN            |
| Card Preliminare |                       |                  |                 |                   |                                         |                 |                 |                 |
|                  | Pesi welter           | Anthony Pettis   | batte           | Alex Morono       | Decisione unanime (29–28, 29–28, 29–28) | 3               | 5:00            |                 |
|                  | Pesi gallo femminili  | Pannie Kianzad   | batte           | Sijara Eubanks    | Decisione unanime (29–28, 29–28, 29–28) | 3               | 5:00            |                 |
|                  | Catchweight (195 lbs) | Deron Winn       | batte           | Antônio Arroyo    | Decisione unanime (29–28, 29–28, 29–28) | 3               | 5:00            |                 |
|                  | Pesi mosca femminili  | Taila Santos     | batte           | Gillian Robertson | Decisione unanime (30–26, 30–26, 29–28) | 3               | 5:00            |                 |
|                  | Pesi medi             | Tafon Nchukwi    | batte           | Jamie Pickett     | Decisione unanime (30–25, 30–26, 30–26) | 3               | 5:00            |                 |
|                  | Pesi mosca            | Jimmy Flick      | batte           | Cody Durden       | Sottomissione (flying triangle choke)   | 1               | 3:18            | POTN            |
|                  | Catchweight (160 lbs) | Christos Giagos  | batte           | Carlton Minus     | Decisione unanime (30–26, 29–27, 29–28) | 3               | 5:00            |                 |

## Premi
I lottatori premiati ricevettero un bonus di 50.000 dollari.
Legenda:
- FOTN: Fight of the Night (vengono premiati entrambi gli atleti per il miglior incontro dell'evento)
- POTN: Performance of the Night (viene premiato il vincitore per la migliore performance dell'evento)